# Juan Carlos Letelier
Juan Carlos Letelier Pizarro (Valparaíso, 20 de maio de 1959) é um ex-futebolista chileno que atuava como atacante. É um dos maiores artilheiros da Seleção Chilena.
Disputou a Copa do Mundo de 1982, na Espanha, anotando o último gol de sua seleção na partida do dia 24 de junho (Chile 2 x 3 Argélia). Foi vice-campeão da Copa América de 1987, participando da histórica goleada sobre a Seleção Brasileira por 4x0 na primeira fase da competição, marcando 2 gols.

## Títulos
Cobreloa
- Campeonato Chileno: 1982 e 1985

Universitario
- Campeonato Peruano: 1992

Sporting Cristal
- Campeonato Peruano: 1994

## Campanhas de destaque
Seleção do Chile
- Copa América de 1987: 2º lugar

Cobreloa
- Copa Libertadores da América de 1982: 2º lugar